# Joan Maymó i Cabanellas
Joan Maymó i Cabanellas   (Barcelona, 1871 - Barcelona, 1939) va ser un arquitecte català que va obtenir el títol el 1897.

## Biografia
Va ser membre de la Cambra Mútua Oficial de la Propietat de Barcelona (CMOP) des del 1901 i també de l'Associació d'Arquitectes de Catalunya (AAC). El 1903 va publicar un article a l'anuari de l'AAC, signat junt amb altres arquitectes, on exposa la seva aportació en la planificació de l'enllaç de l'eixample de Barcelona amb els municipis agregats. Des del 1905 va elaborar diversos informes tècnics per a l'ajuntament de Sant Adrià de Besòs, alhora que es va fer un nom com a arquitecte privat amb projectes a Barcelona, Montcada i Reixac o Badalona, on va ser proper a l'arquitecte Joan Amigó, de qui va signar alguns encàrrecs privats mentre aquest era arquitecte municipal de la ciutat.
Maymó va portar a terme gran part de la seva activitat com a arquitecte municipal de Sant Adrià de Besòs, exercint aquest càrrec entre 1914 i 1938. El seu projecte més important van ser els plans urbanístics d'aquesta vila, un de 1914 per al marge esquerre del riu, un de 1922 per al marge dret i finalment un Pla General per a tot el municipi que data ja de l'any 1934.